# Musée de La Poste
Musée de La Poste, od roku 2009 L'Adresse Musée de La Poste (Adresa muzeum Pošty) je poštovní muzeum v Paříži. Nachází se v 15. obvodu na Boulevardu de Vaugirard. Muzeum zřízené francouzskou státní poštou La Post představuje dějiny francouzského poštovnictví a filatelie.

## Historie
Na světové výstavě 1889 byly vystaveny modely železničních poštovních vozů, což vedlo k myšlence založit poštovní muzeum v centrále pošty (Hôtel des postes) v ulici de Rue du Louvre v Paříži. Projekt však byl realizován až po skončení druhé světové války. Muzeum bylo otevřeno 4. června 1946 v barokním paláci Hôtel de Choiseul-Praslin v ulici Rue Saint-Romain v 6. obvodu. První expozice na ploše 600 m2 představovala poštovní známky.
V letech 1969-1972 byla pro muzeum postavena nová budova ve čtvrti Necker o ploše 1500 m2. Nové sídlo bylo otevřeno 18. prosince 1973.

## Sbírky
Sbírky zahrnují ukázky korespondence, kurýrní přepravy, poštovní známky a poštovní razítka. Stálá expozice představuje 4400 francouzských poštovních známek dělených chronologicky i tematicky do roku 2008. Od roku 1989 muzeum pořádá i dočasné výstavy.
Od roku 2007 funguje veřejně přístupná knihovna o filatelii a dějinách pošty.